# 阿瓜斯科連特斯

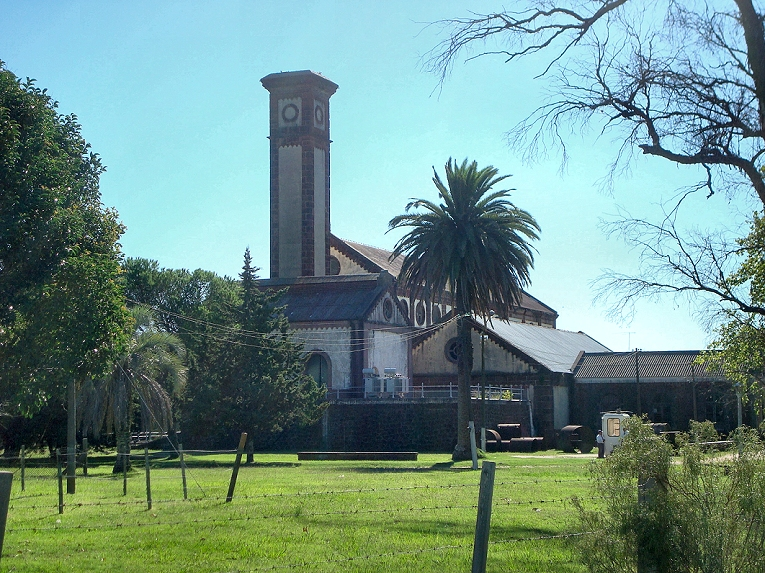

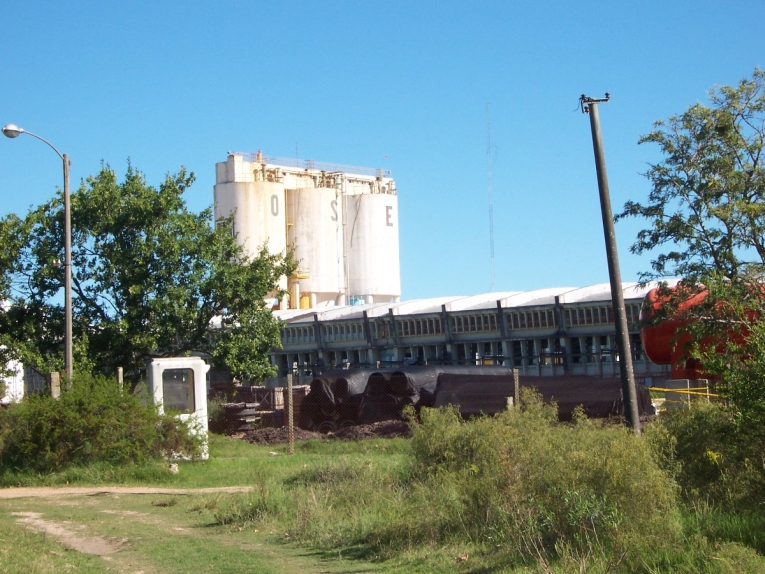

34°31′18″S 56°23′36″W / 34.52167°S 56.39333°W
阿瓜斯科連特斯（西班牙語：Aguas Corrientes），是烏拉圭的城鎮，位於該國南部，由卡內洛內斯省負責管轄，距離卡內洛內斯13公里、蒙特維多56公里，海拔高度16米，2011年人口1,047。